# هیدئاکی تومییاما
هیدئاکی تومییاما (انگلیسی: Hideaki Tomiyama؛ زادهٔ ۱۶ نوامبر ۱۹۵۷) کشتی‌گیر اهل ژاپن است.